# Panseksualizm
Panseksualizm – pogląd, według którego głównym motorem ludzkiego działania jest popęd seksualny, każde działanie można wytłumaczyć motywami seksualnymi. Obecnie teoria ta nie znajduje potwierdzenia. Zarzut panseksualizmu często stawiany jest psychoanalizie, ze względu na twierdzenie Freuda o fundamentalnym znaczeniu libido (choć Freud rozumiał libido szerzej niż jedynie popęd seksualny i się od takiego podejścia odżegnywał).
W psychiatrii przez panseksualizm (Pan-Sexualität) rozumie się uogólnioną seksualność przejawiającą się w wielopostaciowej perwersji — od wyraźnej dewiacji seksualnej do licznych i chaotycznych fantazji perwersyjnych oraz czynów — w tym znaczeniu używany jest do określenia jednego z trzech typowych objawów zaburzenia osobowości typu bordeline. Pojęcie to wprowadzili do psychiatrii P. H. Hoch i P. Polatin, a za nimi Otto F. Kernberg.
W neurologii termin ten bywa również używany do opisu zainteresowania seksualnego, które jest również skierowane do zwierząt i przedmiotów (w Polsce raczej jako hiperseksualność). Może to wynikać np. z obustronnego uszkodzenia płata skroniowego przedniej części skroniowej (zespół Klüvera-Bucy'ego).
Hybryda „panseksualizm” została po raz pierwszy użyta w 1914 jako słowo pan-sexualism w „Journal of Abnormal Psychology”, a następnie zyskała popularność w kontekście poglądów Freuda na ludzką seksualność.